# Ryuju Nagayama
Ryūju Nagayama (永山 竜樹, Nagayama Ryūju), né le 15 avril 1996 à Bibai, est un judoka japonais en activité évoluant dans la catégorie des moins de 60 kg. 
Médaillé de bronze aux Jeux olympiques de Paris, il est également champion d'Asie en 2022.

## Biographie
Champion du monde moins de 17 ans dans la catégorie des 50 kilogrammes en 2011, Ryuju Nagayama devient champion d'Asie U20 en 2012 (-55 kg) et cinquième aux Championnats du monde U21 en 2013. Depuis 2015, il combat dans la catégorie de poids jusqu'à 60 kilogrammes, la catégorie de poids adulte masculine la plus légère. En 2015, il remporte les Championnats du monde U21. 
En 2016, il remporte la finale du tournoi du Grand Chelem à Tokyo face à son compatriote Naohisa Takatō. En 2017, il remporte les championnats du Japon et le tournoi du Grand Chelem à Ekaterinbourg. Aux Championnats du monde 2017, il est éliminé en huitièmes de finale contre le Mongol Boldbaatar Ganbat. À la fin de l'année, il remporte le Masters mondial à Saint-Pétersbourg.
Début 2018, Nagayama bat le Russe Robert Mshvidobadze en finale du tournoi du Grand Chelem à Düsseldorf. Aux Championnats du monde 2018 à Bakou, il bat le Nord-Coréen Kim Yong-gwon en quarts de finale puis après sa défaite en demi-finale face à Takatō, il remporte son combat pour le bronze face au Sud-Coréen Lee Ha-rim. Fin 2018, il remporte le tournoi du Grand Chelem à Osaka, où il bat en finale le Russe Iago Abuladze. Début 2019, il remporte la finale du tournoi du Grand Chelem de Düsseldorf contre Mshvidobadze. En avril, il remporte les championnats japonais.
Aux Championnats du monde 2019 à Tokyo, il bat le Kazakh Yeldos Smetov en quarts de finale mais perd en demi-finale face au Géorgien Lukhumi Chkhvimiani ; il obtient le bronze en prenant sa revanche sur Takatō.
Pour les Jeux olympiques de Paris, il est préféré au tenant du titre Naohisa Takatō ; il doit passer par les repêchages après une défaite en quarts de finale face à l'Espagnol Francisco Garrigós malgré sa contestation. Il remporte la médaille de bronze en battant successivement le Taïwanais Yang Yung-wei puis le Turc Salih Yıldız.

## Palmarès

### Compétitions internationales
| Année | Compétition           | Lieu         | Résultat | Catégorie      |
| ----- | --------------------- | ------------ | -------- | -------------- |
| 2018  | Championnats du monde | Bakou        | 3e       | Moins de 60 kg |
| 2019  | Championnats du monde | Tokyo        | 3e       | Moins de 60 kg |
| 2022  | Championnats d'Asie   | Nour-Soultan | 1er      | Moins de 60 kg |
| 2024  | Jeux olympiques       | Paris        | 3e       | Moins de 60 kg |
| 2024  | Jeux olympiques       | Paris        | 2e       | Par équipes    |
| 2025  | Championnats du monde | Budapest     | 1er      | Moins de 60 kg |